# Мистецько-краєзнавчий фестиваль «Братина»
Мистецько-краєзнавчий фестиваль «Братина» — культурно-мистецький проект, спрямований на розвиток та популяризацію української культури та музики. Фестиваль сприяє піднесенню української національної ідеї, зростанню професійного рівня українських виконавців. Фестиваль з 2006 року проходить у селі Стіжок, біля підніжжя Данилової гори, на вершині якої знаходилось літописне місто Данилів, а зараз стоїть мурована церква Святої Трійці, пам'ятка архітектури XVI ст., (неподалік села Стіжок Шумського району), серед мальовничих Кременецьких гір, покритих зеленими лісами.

## Про фестиваль
Фестиваль проводився в урочищі Данилової гори у с. Стіжок. Окрім музичної частини також є літературно-мистецька локація, дитяча галявина, майстер-класи, книжковий круглий стіл «Волинський літопис» за участю письменників, які пишуть історичну прозу та науково-популярні книги на історичну тематику,  ярмарок ремесел, де можна було придбати місцеві продукти і вироби майстрів.
Метою фестивалю є охорона і популяризація традиційного культурного спадку у таких формах його вираження, як відтворення традиційних обрядів, танців, пісень, музики, народних ремесел, ігор та забав через об'єднуючі зустрічі фольклорних колективів, народних майстрів, любителів історичної реконструкції, дослідників і популяризаторів української історії та культури із різних регіонів України; формування в підростаючого покоління естетичного смаку і прищеплення молоді поваги до традиційної культури українського народу.
Напередодні відбувається регіональний конкурс виконавців сучасної української пісні та співаної поезії «Гремислава» у с. Кутянка, переможців якого нагороджують на фестивалі «Братина».
Завдання фестивалю –  виявлення та популяризація кращих зразків пісенної творчості молодих авторів та виконавців, сприяння налагодженню мистецьких контактів та творчої співпраці. Фестиваль на Шумщині збирає учасників з різних куточків України та з-за кордону
Щорічний мистецько-краєзнавчий фестиваль «Братина» у 2019 році пройшов вчотирнадцяте у селі Стіжок Шумського району. На фестивалі можна помилуватися природою і послухати розмаїті колективи, які презентують автентичний, оброблений чи стилізований фольклор своїх етнографічних регіонів, поспілкуватися з майстрами народного ужиткового мистецтва. Захід вже давно вийшов за рамки обласного і відбувається традиційно на другий день Святої Трійці.
Вранці у древньому храмі на горі Трійця (Даниловій горі) поблизу села Стіжок відбулося архієрейське богослужіння. У 2019 році Архієпископ Тернопільський і Кременецький Нестор і єпископ Тернопільський і Теребовлянський Павло після Літургії благословили відкриття «Братини». Далі місцевих глядачів, гостей із сусідніх областей та Польщі розважали десятки фольклорних колективів. Напередодні 25 виконавців з трьох областей України взяли участь у конкурсі сучасної пісні «Гремислава». У рамках фестивалю «Братина» найкращих відзначили преміями.
Туристам обов'язково розкажуть про цей дивовижний край, а також про Данилів град, який був закладений Романом Мстиславовичем на високій горі ще в ХІІІ столітті на честь народження сина Данила, майбутнього короля Данила Галицького. Пройдуть століття, від зруйнованого міста залишаться тільки оборонні вали, а місцеві жителі будуть цю територію називати Даниловою горою. У XVI−XVIII ст. тут діяв Свято-Троїцький монастир, від нього збереглася однойменна церква. Лише раз на рік, саме на Зелені свята, у ній відбувається богослужіння, а на другий день свят, у підніжжя Данилової гори, розгортається справжнє дійство під назвою «Братина».
Назва фестивалю походить від слова, яким у княжу добу називали чашу із двома ручками. Чашу часто використовували у військових походах і вона символізувала перемир'я, адже, аби напитися із такого кухля, воїн повинен був відкласти меча.
Покрасуватися у вишиванках, переглянути, та придбати вироби народних умільців, серцем доторкнутися таїнства святкового Богослужіння, стати свідком сплеску глядацьких емоцій від чудових номерів художньої самодіяльності фольклорних, творчих колективів, сольних виконавців не лише Шумщини, а й сусідніх областей, пригоститися смаколиками народної кухні — все це додає настрою і дозволяє чудово провести час.

## Учасники фестивалю
Серед виконавців, що у різні часи виступали на фестивалі, були: гурт ТіК (2012 рік), Національний заслужений академічний український народний хор України імені Григорія Верьовки (2013 рік), Гайдамаки (2016 рік),  Мотор'ролла (2017 рік), «LUIKU», E.K.A та DJ Sheemy (2018 року), Kozak System (2019 рік). 

## Фотогалерея

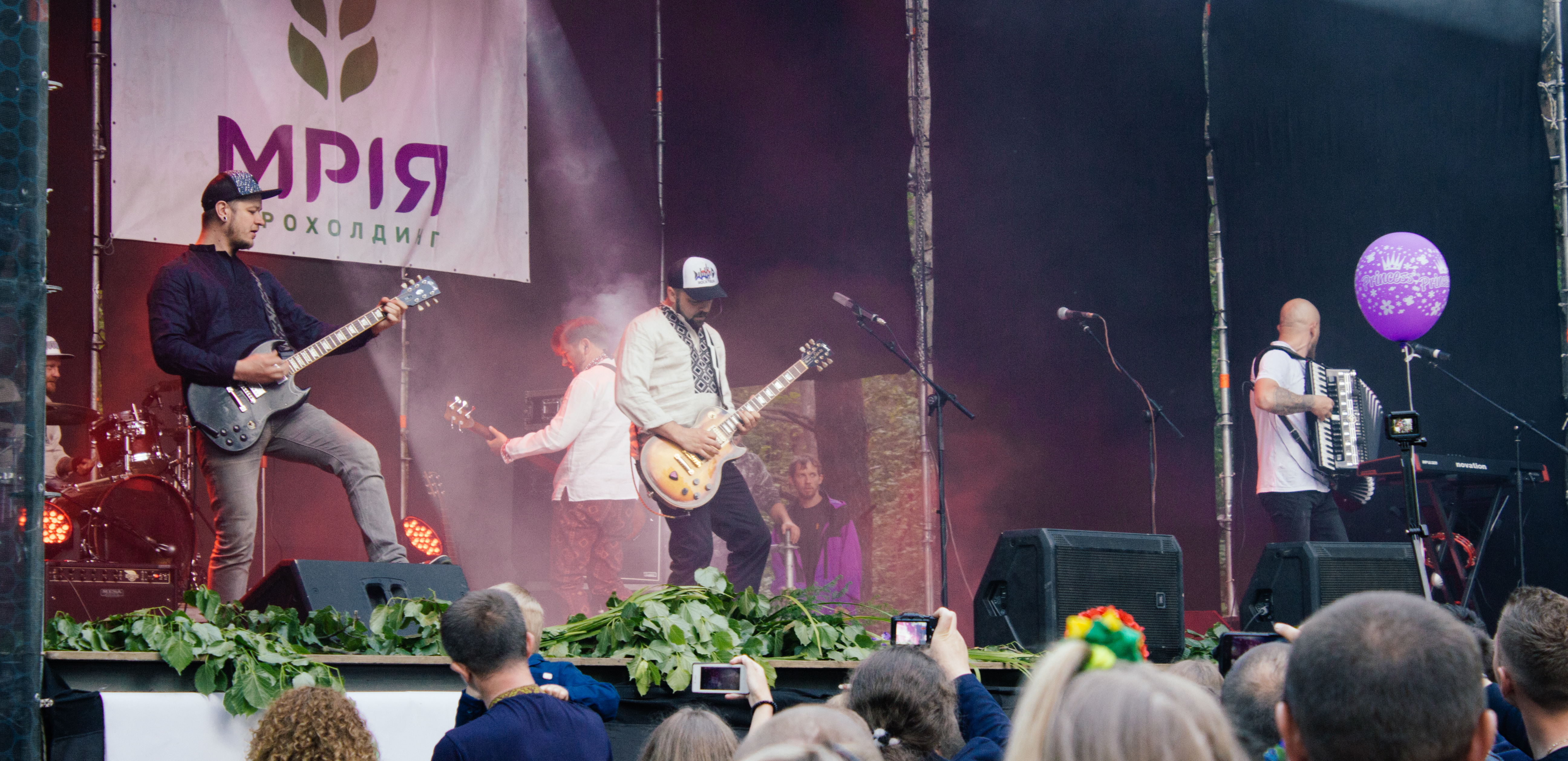
Гурт Мотор'ролла на фестивалі "Братина" 2017 року